# Унтерштајнах
Унтерштајнах (њем. Untersteinach) општина је у њемачкој савезној држави Баварска. Једно је од 22 општинска средишта округа Кулмбах. Према процјени из 2010. у општини је живјело 1.905 становника. Посједује регионалну шифру (AGS) 9477159.

## Географски и демографски подаци
Унтерштајнах се налази у савезној држави Баварска у округу Кулмбах. Општина се налази на надморској висини од 333 метра. Површина општине износи 11,4 km². У самом мјесту је, према процјени из 2010. године, живјело 1.905 становника. Просјечна густина становништва износи 167 становника/km².